# Saperda hornii
Saperda hornii là một loài bọ cánh cứng trong họ Cerambycidae.